# Stazione di Tissi-Usini
La stazione di Tissi-Usini è una fermata ferroviaria (chiusa al pubblico) posta sulla linea Ozieri Chilivani-Porto Torres Marittima. Si trova al confine tra i comuni di Tissi e di Usini (in cui è compreso il fabbricato viaggiatori).

## Storia

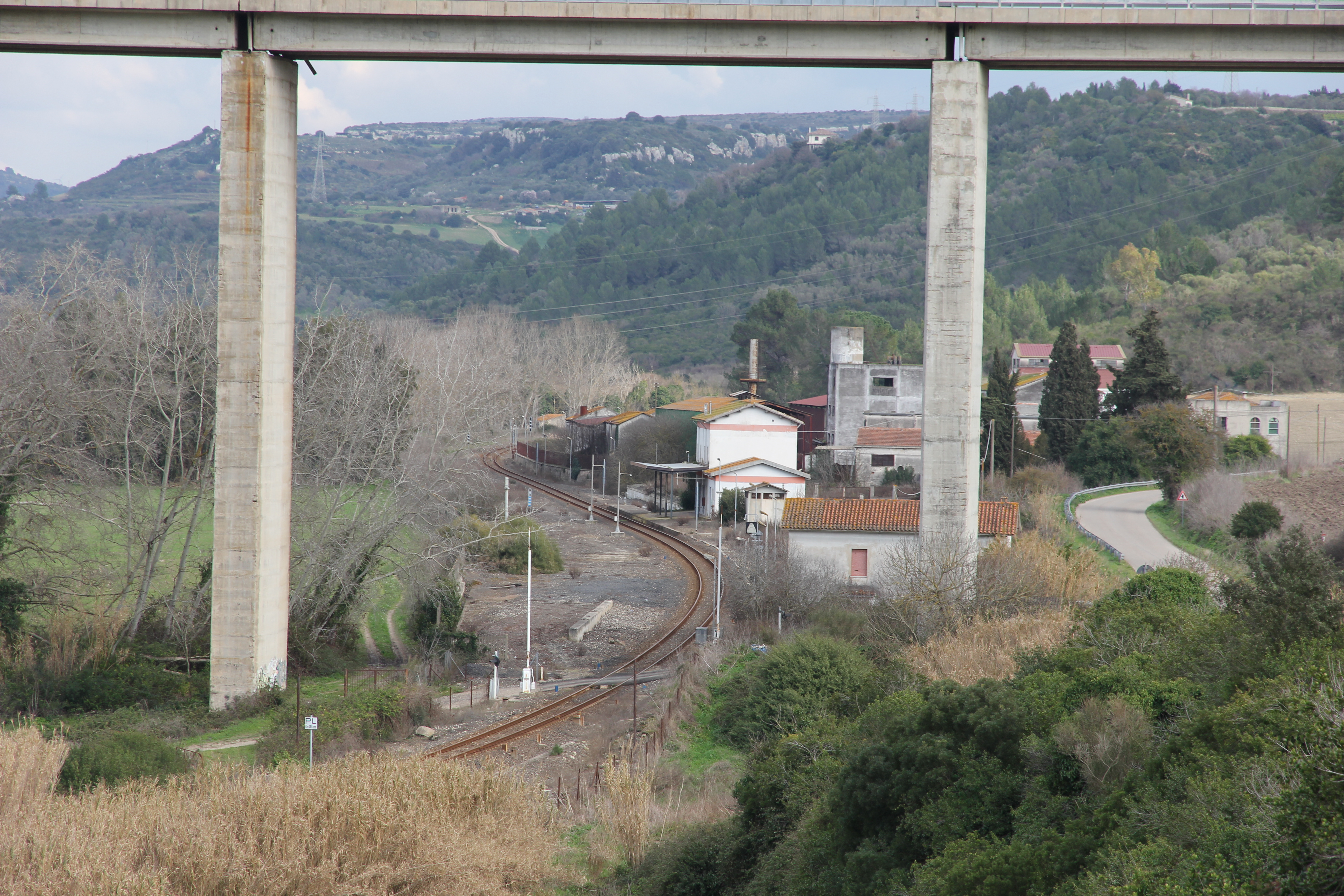
Vista della fermata, con sullo sfondo gli impianti industriali attivi in passato a ridosso dello scalo ferroviario

Lo scalo venne realizzato come stazione nella seconda metà dell'Ottocento nell'ambito della fase di realizzazione della Chilivani-Porto Torres, portata avanti dalla Compagnia Reale delle Ferrovie Sarde, e fu aperto il 15 agosto 1874 insieme al tronco ferroviario Sassari-Ploaghe.
Le "Ferrovie Reali" gestirono la stazione sino al passaggio della rete ferroviaria sarda a scartamento ordinario alle FS nel 1920; nel dopoguerra la stazione risultava inoltre affiancata da uno stabilimento industriale, successivamente dismesso. Tra gli anni novanta e i duemila si registrò la progressiva chiusura della stazione ai vari servizi di trasporto, con la trasformazione dell'impianto in fermata nel 2003 e la dismissione dei servizi merci e viaggiatori. Da allora la fermata (gestita da RFI dal 2001) permane attiva esclusivamente come località di servizio.

## Strutture e impianti

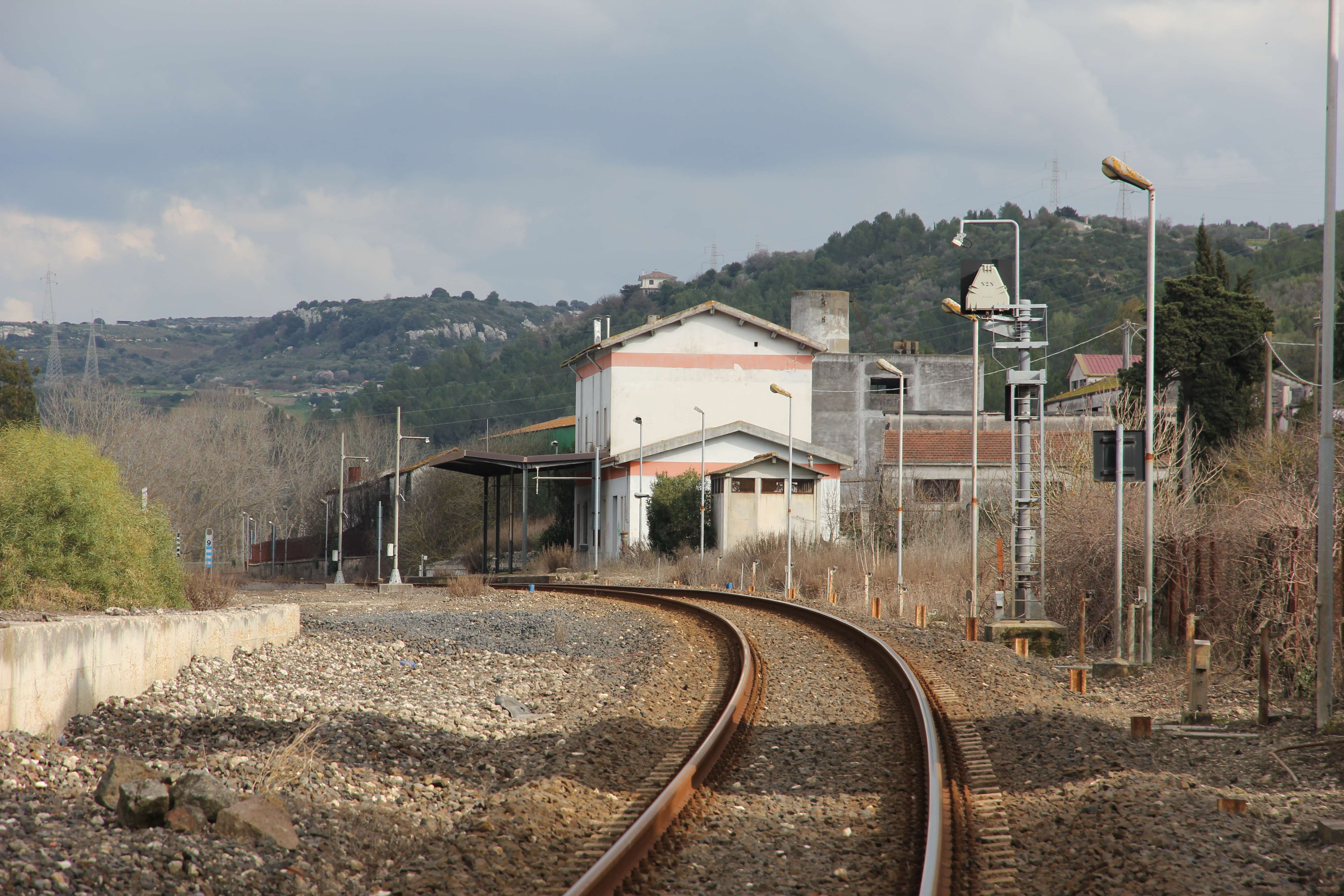
Il binario di corsa in direzione Chilivani, alla cui sinistra in origine era presente un binario di incrocio

La fermata di Tissi-Usini, di tipo passante, è dotata del solo binario di corsa, a scartamento da 1435 mm. In origine l'impianto presentava caratteristiche di stazione, ed era dotata anche di un secondo binario, passante, che si diramava a nord di quello di corsa. Da quest'ultimo aveva inoltre origine un tronchino merci, parallelo al piano caricatore dell'impianto (ancora presente).
Lo scalo è dotato anche di alcuni edifici, di cui il principale è il fabbricato viaggiatori, realizzato a pianta rettangolare con una parte centrale che si sviluppa su due piani più un corpo laterale sul solo piano terra, entrambi dotati di tetto a falde in laterizi. Ai lati di questo edificio si trovano due piccoli fabbricati di servizio, più la costruzione che ospitava i servizi igienici; all'uscita della stazione in direzione Sassari è inoltre presente una casa cantoniera dismessa.

## Movimento
L'impianto è disabilitato al servizio viaggiatori, in passato fu servito dai treni regionali delle Ferrovie dello Stato.

## Servizi
La fermata è dotata di una banchina per l'accesso ai treni, attigua al fabbricato viaggiatori e dotata di pensilina.